# Arty
Arty (nome artístico de Artyom Stolyarov)  é um DJ e produtor russo especializado em trance e progressive house. Iniciou sua carreira em 2009, e já em 2010 fez sua estreia na lista dos 100 melhores DJs do mundo da Revista DJ Mag, ocupando o 78.º lugar. No ano seguinte, em 2011, foi eleito como melhor DJ revelação no IDMA. Tem músicas lançadas por várias gravadoras, bem como Armada Music e Black Hole Recordings.